# ポリリズム (Perfumeの曲)
「ポリリズム」は、日本のテクノポップユニット・Perfumeの5thシングル。徳間ジャパンコミュニケーションズから発売された。
規格品番は初回限定盤がTKCA-73250、通常盤はTKCA-73255。

## 概要
音楽技法のポリリズムを大胆に取り入れた、他のJ-POP全てと比較しても非常に固有性の高い曲になっている。
「ポリリズム」はNHKと公共広告機構（現：ACジャパン）の2007年度共同キャンペーン「リサイクルマークがECOマーク。」のCMソングとして2007年7月より使用された。Perfumeの同CM起用を受けて中田ヤスタカが書き下ろした楽曲で、地球環境の保護と資源のリサイクルとを、男女の恋愛と重ね合わせている。「ポリリズム」はこのCMの起用により広く人々に知れ渡ることとなり、Perfumeの代表曲となった。
楽曲名は技法のポリリズム、そしてリサイクルキャンペーンソングであることにもちなみポリエチレンテレフタラートの「ポリ」（重合体）から。実際に楽曲の間奏部でこの手法が取り入れられている。中田は以前から「ポリリズム」という題名で曲を作ってみたかったという。2007年8月11日、大阪舞洲で開催された『SUMMER SONIC '07』にて本楽曲をライブで初披露したが、披露曲は最終的にリリースされた完成バージョンとは異なり、「ポリループ」の部分は含まれておらず、歌詞も若干異なっていた。また、CMで使用した音源とCD化された音源は、歌詞が一部分異なっている。
カップリング曲である「SEVENTH HEAVEN」とは、ユダヤ教などで説かれる天国の最高位を指す（詳しくは、セブンスヘブンを参照）。サビから始まる冒頭部分の歌詞に、同年の流行語「どんだけ」がフィーチャーされている。またPerfumeのメジャーシングルとして初めて、両曲のインストゥルメンタルが収録された他、「ポリリズム」の「ポリループ」とされる部分をカットしたショートエディットヴァージョンも収録されている。
PVは「ポリリズム」のみが制作され、こちらでも地球や植物をCGでフィーチャーするなど、環境保護を訴求する表現が使われている。このPVのCGにはソエジマヤスフミ（ゴンゾ）が参加している。「SEVENTH HEAVEN」のPVは当初制作されなかったが、2008年春、フジテレビのWebサイト内コンテンツ「少年タケシ」とのコラボレート企画で、一般公募により制作された。
初回限定盤は「ポリリズム」のPVを収録したDVDとの2枚組。また初回限定盤のうち50枚には本人たちの直筆のサインが入っている。またヴィレッジヴァンガード発売分については、裏ジャケットのデザインをモチーフにしたスリーブジャケットに封入されて発売された（数量限定）。
2007年9月11日付のオリコンデイリーシングルチャートでは4位、週間チャートでは7位を獲得。初のトップ10入りを果たし、前作「ファン・サーヴィス［sweet］」の週間順位31位（2007年2月26日付）のセールスを大幅に上回った。
なお「ポリリズム」のボーカルと「SEVENTH HEAVEN」のインストゥルメンタルをマッシュアップすると、違和感の無い曲を生成することができる（通称「ポリヘブン」）。
翌年2008年のNHK紅白歌合戦にこの曲で初出場。後半トップバッターを務めた。
2011年には、ピクサースタッフの推薦により、同社のアニメーション映画「カーズ2」の挿入歌（全世界で公開されるバージョン）に使用された。また、発売から3年以上を経て2011年5月度付でゴールドディスクに認定された。
音楽雑誌『ミュージック・マガジン』は2024年8月号に掲載した特集「2000年代 Jポップ・ベスト・ソングス100」において第1位にPerfumeの『ポリリズム』を選出している。

## ポリリズムとポリループ
「ポリリズム」の歌唱部では音楽用語でいうところの複合拍子（ポリリズム）は使用されていないが、間奏部ではいままでの4拍子の流れに「ポ・リ・リ・ズ・ム」という日本語発声の5つの音韻をそのまま5拍でのせて繰り返すことにより、ポリリズム（それも最も基本的な）をつくり、楽曲名と楽曲構造が重なる部分を作り出している。さらに、ベースは3拍、高域のシンセによるシーケンスは6拍で組まれており、決して4拍子の流れに5拍の音韻を乗せただけの基本的なポリリズムではなく複雑な構造となっている（この間奏部には少なくとも4種類の異なるリズムが重ねられている）。
サンプリングベースでは、このような2つの異なる拍子をもつループを合わせたものを「ポリループ」と呼ぶ。ただし、このループはサンプリング的なつくりではあるがこの曲のために作られたオリジナルである。
このポリループの部分については、リリースに際してPerfumeのレコード会社・所属事務所双方からの反対があった。レコード会社である徳間ジャパンコミュニケーションズ側からは「音飛びと間違われ不良品扱いされる恐れがある」と難色を示されていた。このような意向に対し中田は反発、「これくらいのことをしなければファンは満足しない」と説得したことにより徳間側を応じさせた。
また所属事務所であるアミューズ側は、テレビやラジオなどで披露できないことを理由としてポリループ部分の変更を決断した。Perfumeのマネージャーが中田に対し、この決定を伝えたところ、中田は「僕が行きます。行って説明します。」とマネージャーに告げた上で自ら直接アミューズ事務所まで赴き、担当者に対して「今の若い世代はどんどん新しいものを取り入れるから、若い子の音を聴いてそれに合わせるのでは遅い。クリエイター側はそれより先のことを考えて作るくらいでないとダメだ。」 と力説し、この決定に直接異議を唱えた。これに対しアミューズ側は、「でも、このポリループの部分はテレビでもラジオでもまず流せない」と説明したが、中田は「大丈夫です。ポリループをカットしたラジオエディットバージョンを作ります。ただ、1曲目はこれで行きたいです。」と反論し、あくまでポリループを挿入した状態でのシングルリリースにこだわった。さらに、「この間奏は長すぎる」とアミューズ側は再反論したが、「これは間奏ではありません。歌です。（そもそも、間奏とメロディを分離するという発想は間違っていると思う。）」と中田は答え、アミューズ側を説得し、中田の熱意に押される形でアミューズはポリループを「ポリリズム」に挿入することを承諾した。
当初、アミューズの意向通り、ポリループがテレビなどで流されることはなかったものの、やがてテレビやライブイベントなどで披露する機会が増え、NHK紅白歌合戦出場の際にもポリループは披露された。

## 収録曲

### CD
| 全作詞・作曲: 中田ヤスタカ（編曲含む）。 |                                              |                           |                           |      |
| #                                        | タイトル                                     | 作詞                      | 作曲・編曲                | 時間 |
| 1.                                       | 「ポリリズム」                               | 中田ヤスタカ （編曲含む） | 中田ヤスタカ （編曲含む） | 4:10 |
| 2.                                       | 「SEVENTH HEAVEN」                           | 中田ヤスタカ （編曲含む） | 中田ヤスタカ （編曲含む） | 4:44 |
| 3.                                       | 「ポリリズム -extra short edit-」            | 中田ヤスタカ （編曲含む） | 中田ヤスタカ （編曲含む） | 3:40 |
| 4.                                       | 「ポリリズム 〜Original Instrumental〜」     | 中田ヤスタカ （編曲含む） | 中田ヤスタカ （編曲含む） | 4:09 |
| 5.                                       | 「SEVENTH HEAVEN 〜Original Instrumental〜」 | 中田ヤスタカ （編曲含む） | 中田ヤスタカ （編曲含む） | 4:45 |
| 合計時間:                                | 合計時間:                                    | 21:28                     |                           |      |

### DVD (初回限定盤のみ)
1. ポリリズム （Video Clip）

### タイアップ
1. ポリリズム
NHK・公共広告機構2007年度共同キャンペーン『リサイクルマークがECOマーク。』CMソング
ディズニー・ピクサー映画『カーズ2』挿入歌[注釈 3]・日本語吹き替え版エンディングテーマ。

## ポリリズムが収録されたゲーム・サウンドトラック

### 音楽シミュレーションゲーム
収録されているものは基本的に、歌い手が異なるカバーバージョンとなっている。
- 太鼓の達人（バンダイナムコゲームス） - アーケード版『11』より登場。Wii版『太鼓の達人 Wii』にも収録。
- BEMANIシリーズ（コナミデジタルエンタテインメント）- ただし『Pink Lemonade』名義のカバー版
  - pop'n music
  - Dance Dance Revolution
- GROOVE COASTER（TAITO） - 『GROOVE COASTER ZERO』追加購入曲。

### サウンドトラック
- カーズ2 オリジナルサウンドトラック（Walt Disney Records）

## カバー
ポリリズム
- Pentatonix - 日本独自企画アルバム「ペンタトニックス（最強盤）」（2016年7月27日発売）に収録。